# Fundacja Otwartego Muzeum Techniki
Fundacja Otwartego Muzeum Techniki (skrót FOMT) – organizacja typu non-profit ustanowiona w 1993. Wśród założycieli Fundacji znalazły się niemal wszystkie „historyczne” zakłady przemysłowe Wrocławia.
Fundacja zyskała wsparcie środowisk naukowych i władz miasta. Wyrosła z woli właścicieli i użytkowników dóbr kultury – zabytków techniki pragnących poprzez dzieła cywilizacji technicznej promować miasto i aktywność jego mieszkańców w sferze kultury technicznej, ekonomii i przedsiębiorczości.
Od 6 czerwca 2005 fundacja ma status organizacji pożytku publicznego.

## Zadania
Zadania Fundacji
- ochrona zabytków techniki, wspólnych europejskiemu kręgowi kulturowemu,
- ochrona spuścizny techników polskich działających w kraju i na obczyźnie,
- aktywna ochrona dziedzictwa przemysłowego i technicznego (zabytków) w Polsce, przede wszystkim na obszarze Wrocławia i regionów nadodrzańskich oraz włączanie go w obieg współczesnej kultury,
- organizacja Otwartego Muzeum Techniki we Wrocławiu oraz Sowiogórskiego Muzeum Techniki w regionie Gór Sowich.

Zadania dotychczas zrealizowane przez Fundację
- odbudowa (1998–1999) holownika parowego "Nadbór" i adaptacja jednostki do roli statku-muzeum, statku-laboratorium, statku-szkoły
- odbudowa (2001–2002) dźwigu pływającego "Wróblin",
- stworzenie Muzeum Odry FOMT, elementu Otwartego Muzeum Techniki,
- odbudowa zabytkowej parowozowni w Dzierżoniowie i podjęcie budowy Sowiogórskiego Muzeum Techniki.

Fundacja nadal realizuje
- odbudowę zabytkowej barki towarowej i jej adaptację do roli centrum oświatowego FOMT,
- odbudowę i modernizację napędu parowego (kotłownia, maszyna) holownika parowego "Nadbór",
- rozbudowę Sowiogórskiego Muzeum Techniki

## Otwarte Muzeum Techniki
Otwarte Muzeum Techniki - model przestrzennego, Otwartego Muzeum Techniki, autorski projekt Stanisława Januszewskiego, promowany przez Fundację Otwartego Muzeum Techniki. Projekt oparty jest na materialnych dokumentach dziedzictwa kultury technicznej, występujących w związku z sytuacją przestrzenną, z krajobrazem kulturowym i przyrodniczym Wrocławia.
Otwarte Muzeum Techniki objąć winno, w pierwszym rzędzie, obszar śródmiejskiego węzła wodnego z wyspami: Tamką, Piaskową, Słodową i Bielarską, teren wzdłuż Odry Północnej i Południowej, od Kępy Mieszczańskiej i budowli hydrotechnicznych wrocławskich elektrowni wodnych do zakładu wodociągowego "Na Grobli", z enklawami Dworca Głównego, Świebodzkiego, dawnej kolejki trzebnickiej, Hali Ludowej Maxa Berga z 1913 r., Browaru "Piast"z 1894 r., zajezdni tramwajowych, wodociągowej wieży ciśnień przy ul. Sudeckiej z 1903/1904 r., przepompowni ścieków, portu miejskiego etc. Katalog ten dopełniamy zrewaloryzowanymi dziełami techniki składającymi się na Muzeum Odry FOMT. Centrum logistyczne i oświatowo-edukacyjne OMT sytuujemy naprzeciwko zabytkowej wodociągowej wieży ciśnień "Na Grobli", na holowniku Nadbór zacumowanym przy Wybrzeżu Wyspiańskiego we Wrocławiu.